# 沈定均
沈定均（？—？），湖南岳阳人，是一名清朝政治人物。
沈定均曾于同治十三年（1874年）接替许善器任漳州府知府一职，光绪年間由毓璋接任。